# Зандрово поле
Зандрово поле или зандрова равнина (на исландски: sandur – пясък, пясъчна местност) е обширна пясъчна равнина, образувана от отложените от плейстоценския континентален ледник дребнозърнест материал, наречен глациофлувиален (ледниковоречен), но след това пренесен и наслаган от водите, които са изтичали от него. Освен от пясък пренесеният и наслаган материал се състои още от филц, чакъл, глина и др. Много често зандровите полета са разположени непосредствено до външния край на мощните челни моренни валове и са следствие от тяхното разрушаване и отмиване. Всред зандровите полета могат да се издигат дюнни могили с височина до 5 m, а между тях в подножията им се разстилат блата и торфища. Зандровите равнини са най-разпространени в Европейска Русия, Беларус, Исландия, Аляска и др.